# Joseph Hans Peters
Pour les articles homonymes, voir Hans Peters et Peters.
Joseph Hans Peters, connu sous le nom de Hans Peters, est un auteur-compositeur haïtien de jazz né à Port-au-Prince le 18 mars 1960 et mort le 13 janvier 2021.

## Biographie
Issu d'une famille de trois enfants originaire de Saint-Louis du Nord, Joseph Hans Peters est très vite attiré par la musique. Dès l’âge de huit ans, il intègre la chorale de l’Institution Saint-Louis de Gonzague, jusqu'à en devenir le premier soliste. Entre 13 et 14 ans, il apprend à jouer de la guitare classique auprès de deux mentors : Amos Coulanges et Clifford Pigniat.
D’abord formé à la musique classique, Peters découvre le jazz en 1970 avec le groupe Baby-Jazz, puis plus tard par la musique The shadow of your smile du film Le Chevalier des sables. Il développe une passion pour ce style musical issu du croisement du blues, du ragtime et de la musique européenne. Il travaille alors sous l’influence du jazz américain et de la bossa nova brésilienne.
Compositeur et chansonnier, ses textes parlent des thèmes de l'amour, de l'érotisme, du pays haïtien, de la vie. En 1985, il compose son plus grand succès : L’escalier. Il est également auteur d’autres titres à succès dont téléfoné m et musik la sou ray.
Il compose, écrit et collabore sur des projets musicaux de groupes et artistes solos via la Société haïtienne de production (SHAP).
Afin de participer au rayonnement culturel d’Haïti, il lance en juillet 2012 l’événement “Les mercredis de l’art”, qui met en valeur les artistes haïtiens de tout champ disciplinaire : peinture, littérature, musique, etc.
Il décède d’un cancer du colon le 13 janvier 2021.